# Lilo & Stitch (franquicia)
Lilo & Stitch, también comercializada como Disney Stitch o simplemente Stitch, es una franquicia de medios de Disney que comenzó en 2002 con el lanzamiento de la película animada del mismo nombre escrita y dirigida por Chris Sanders y Dean DeBlois.

## Películas y televisión

### Continuidad principal

#### Lilo & Stitch(2002)
El 42.º largometraje de animación de Disney. El Dr. Jumba Jookiba, un científico loco extraterrestre, es juzgado por crear criaturas ilegalmente para causar caos y destrucción. Su última creación es el Experimento 626 (Chris Sanders): un pequeño alienígena azul que es engañosamente fuerte e indestructible. 626 (pronunciado "seis-dos-seis") es condenado al exilio, pero consigue escapar y termina en la Tierra. Jumba y el Agente Pleakley, un experto en la Tierra, son asignados para traer a 626 de vuelta. Haciéndose pasar por un perro, 626 es adoptado por una niña llamada Lilo Pelekai que vive con su hermana y tutora legal Nani. Lilo se siente sola y un poco marginada hasta que encuentra un nuevo amigo en 626, a quien llama "Stitch".

#### La película de Stitch(2003)
El excapitán Gantu es contratado por el malvado Dr. Hämsterviel para recuperar los 625 experimentos restantes que Jumba creó. Mientras tanto, en la Tierra, Stitch todavía no encaja, pero cuando surgen problemas a través del Experimento 221, él y Lilo deben unirse para detener su alboroto eléctrico. Mientras tanto, Gantu termina con un nuevo aliado, el Experimento 625, pero está disgustado por su comportamiento perezoso y su amor por los sándwiches.

#### Lilo & Stitch: La Serie(2003–2006)
Continuando donde terminó La película de Stitch, Lilo y Stitch tienen la tarea de recopilar el resto de los experimentos perdidos de Jumba, cambiarlos de malos a buenos, y encontrar el lugar al que realmente pertenecen. Mientras tanto, Gantu y su reacio compañero, el Experimento 625, intentan capturar los experimentos para el Dr. Hämsterviel.

#### Lilo & Stitch 2: Stitch Has a Glitch(2005)
Establecido en un momento entre la película original y La película de Stitch, Lilo y sus compañeras de clase se están preparando para una competición de hula, requiriéndose que cada estudiante cree un baile original. Mientras se prepara para la competencia, el pasado de Stitch regresa para atormentarlo. Parece que después de que se creó Stitch, Jumba no tuvo la oportunidad de cargar completamente las moléculas de Stitch antes de que ambos fueran arrestados. Al principio, esta falla hace que Stitch vuelva a su antigua programación destructiva, la cual lo destruirá si Jumba no puede crear una cápsula de carga antes de que se agote la energía de Stitch.

##### El origen de Stitch(2005)
En este cortometraje incluido en el DVD de Lilo & Stitch 2, sirviendo de puente entre ésta y La película de Stitch, Stitch descubre la computadora de Jumba, donde ve los propósitos de destrucción para los que fue creado y tiene miedo de descubrir qué monstruo es, pero Jumba llega y le explica que eso quedó atrás después de que encontrase una familia y el amor cuando conoció a Lilo.

#### Leroy & Stitch(2006)
Después de tres años, su misión de capturar los 624 experimentos y reutilizarlos en la Tierra se ha completado, por lo que Lilo y su familia son honrados como héroes por la Alianza Galáctica. A pesar de rechazar originalmente sus nuevos puestos ofrecidos para quedarse con Lilo en la Tierra, Stitch, Jumba y Pleakley se separan para vivir sus ambiciones. Sin embargo, después de que Gantu libera a Hämsterviel de su prisión, crean un nuevo experimento propio, Leroy. Lilo y Stitch deben reunir y unir a todos los experimentos para luchar contra Leroy y su ejército de clones.

### Spin-offs

#### "Stitch Meets High School Musical" (2007)
Cortometraje en el que Stitch y varios personajes de Lilo & Stitch juegan un partido amistoso de baloncesto y luego bailan "We're All in This Together" de High School Musical. Este cortometraje de anime se emitió en Disney Channel Japón el 18 de junio de 2007, y luego se lanzó internacionalmente el 23 de septiembre de 2008 en el conjunto de DVD de 2 discos de High School Musical 2: Deluxe Dance Edition.

#### Stitch!(2008–2015)
Serie de anime ambientada años después de los eventos de Leroy & Stitch, donde Stitch termina en la isla ficticia de Izayoi, Japón, donde conoce a Yuna, una niña que vive con su abuela y practica kárate. Stitch se hace amigo de Yuna, y Jumba y Pleakley se reincorporan con Stitch, los tres alienígenas terminando viviendo con la familia de Yuna.

#### Stitch & Ai(2017)
Establecida después de Leroy & Stitch pero en una línea de tiempo separada del anime Stitch!, la serie muestra que Stitch fue capturado por una facción alienígena en guerra llamada Jaboodies que quiere usarlo como su propio experimento genético destructivo, pero escapa cuando una facción rival que también lo quiere, los Woolagongs, ataca el barco en el que estaba retenido. Terminando en las montañas Huangshan, China, Stitch conoce a Ai, una chica enérgica que le acoge como su nuevo "perro", con Jumba y Pleakley también uniéndose a ellos después de haber sido enviados inicialmente a rescatar a Stitch.

### Adaptación de acción real
En 2018, se anunció que una adaptación de acción real de la primera película de Lilo & Stitch estaba en desarrollo. La película está prevista para ser estrenada el 23 de mayo de 2025.

## Cómics

### Comic Zone: Lilo & Stitch(2002–2006)
De 2002 a 2006, Disney Adventures  lanzó una serie de tiras cómicas relacionadas con la franquicia. Estos incluyen cómics de precuela ambientados antes de la película original (que incluyen las primeras apariciones del personaje principal posterior Experimento 625/Reuben, que tiene una coloración verde azulado en estos cómics), cómics adicionales ambientados en el mismo tiempo de la primera película, cómics ambientados durante los eventos de Lilo & Stitch: La Serie, cómics ambientados en la trama de Lilo & Stitch 2: Stitch Has a Glitch, y cómics ambientados durante los eventos de Leroy & Stitch. El 7 de marzo de 2006, Disney Press publicó una colección de tiras cómicas de Lilo & Stitch que se publicaron originalmente entre 2002 y 2005 como Comic Zone, Volume 1: Disney's Lilo & Stitch, el primero de cuatro volúmenes que compilan varias tiras que aparecen en la sección "Comic Zone" de Disney Adventures.

### Stitch y el Samurai(2020)
Stitch y el Samurai, conocida en Japón como Tono & Stitch (殿さまとスティッチ Tono-sama to Stitch?, tdl. El Lord y Stitch), es un manga escrito e ilustrado por Hiroto Wada, que se publicó digitalmente por primera vez en el sitio web Comic Days de Kodansha del 13 de enero al 28 de diciembre de 2020. La trama se lleva a cabo en un universo alternativo donde Stitch aterriza en Japón durante el período Sengoku y es acogido por un señor de la guerra llamado Meison Yamato (大和命尊は Yamato Meison?), quien encuentra que el "tanuki azul" es lindo.

## Literatura

### Agent Stitch(2022–presente)
Agent Stitch es una serie de libros para niños escrita por Steve Behling e ilustrada por Arianna Rea. Es el primer trabajo importante producido en occidente de la franquicia desde Leroy & Stitch (2006). La serie de libros tiene lugar en una línea de tiempo alternativa después de la película original, con Stitch convirtiéndose en detective de la Federación Galáctica como parte de la Agencia de Detectives Galácticos para investigar misterios relacionados con extraterrestres que suceden en varias ciudades de la Tierra, como París y Nueva York. El primer libro, A Study in Slime, se publicó el 16 de agosto de 2022, mientras que el segundo libro, The Trouble with Toothoids, se publicó el 30 de mayo de 2023.

## Atracciones

### Stitch's Great Escape!
Stitch's Great Escape! fue un espectáculo de "teatro en redondo" que se inauguró el 16 de noviembre de 2004 en Magic Kingdom en Walt Disney World Resort como reemplazo de ExtraTERRORestrial Alien Encounter. Operó por última vez el 6 de enero de 2018 y los funcionarios de Disney confirmaron que cerraría el 16 de julio de 2020.

### Stitch's Supersonic Celebration
Stitch's Supersonic Celebration fue un espectáculo teatral de corta duración que se desarrolló desde el 6 de mayo de 2009 hasta el 27 de junio de 2009 en Magic Kingdom en Walt Disney World Resort.

### Stitch Encounter
Stitch Encounter es un espectáculo interactivo que se inauguró en 2006 en Hong Kong Disneyland en Hong Kong Disneyland Resort. Otras versiones de la atracción se abrieron en Walt Disney Studios Park en Disneyland París (como Stitch Live!) en 2008, Tokyo Disneyland en Tokyo Disney Resort en la primavera de 2015 y Shanghai Disneyland Park en Shanghai Disney Resort en 2016. La versión original en Hong Kong cerró en 2016, y nunca se ha abierto ninguna versión de esta atracción en ninguno de los resorts estadounidenses de Disney.

### The Enchanted Tiki Room: Stitch Presents Aloha e Komo Mai!
The Enchanted Tiki Room: Stitch Presents Aloha e Komo Mai! es un espectáculo de Audio-Animatronics de "teatro en redondo" que se inauguró en 2008 en Tokyo Disneyland en Tokyo Disney Resort, y es la cuarta encarnación de The Enchanted Tiki Room.